# Manassze
Manassze, a Károlyi-bibliában: Manassé (héberül: מְנַשֶּׁה) bibliai személy, József elsőszülött fia, Izrael 12 törzse egyikének ősatyja.
József és egyiptomi feleségének, Ászenát (Ásznát) legidősebb fia. Nagyapja, Jákob, halálos ágyán Manassze testvérének, Efraimnak adta elsőrendű áldását.

## Manassze törzse

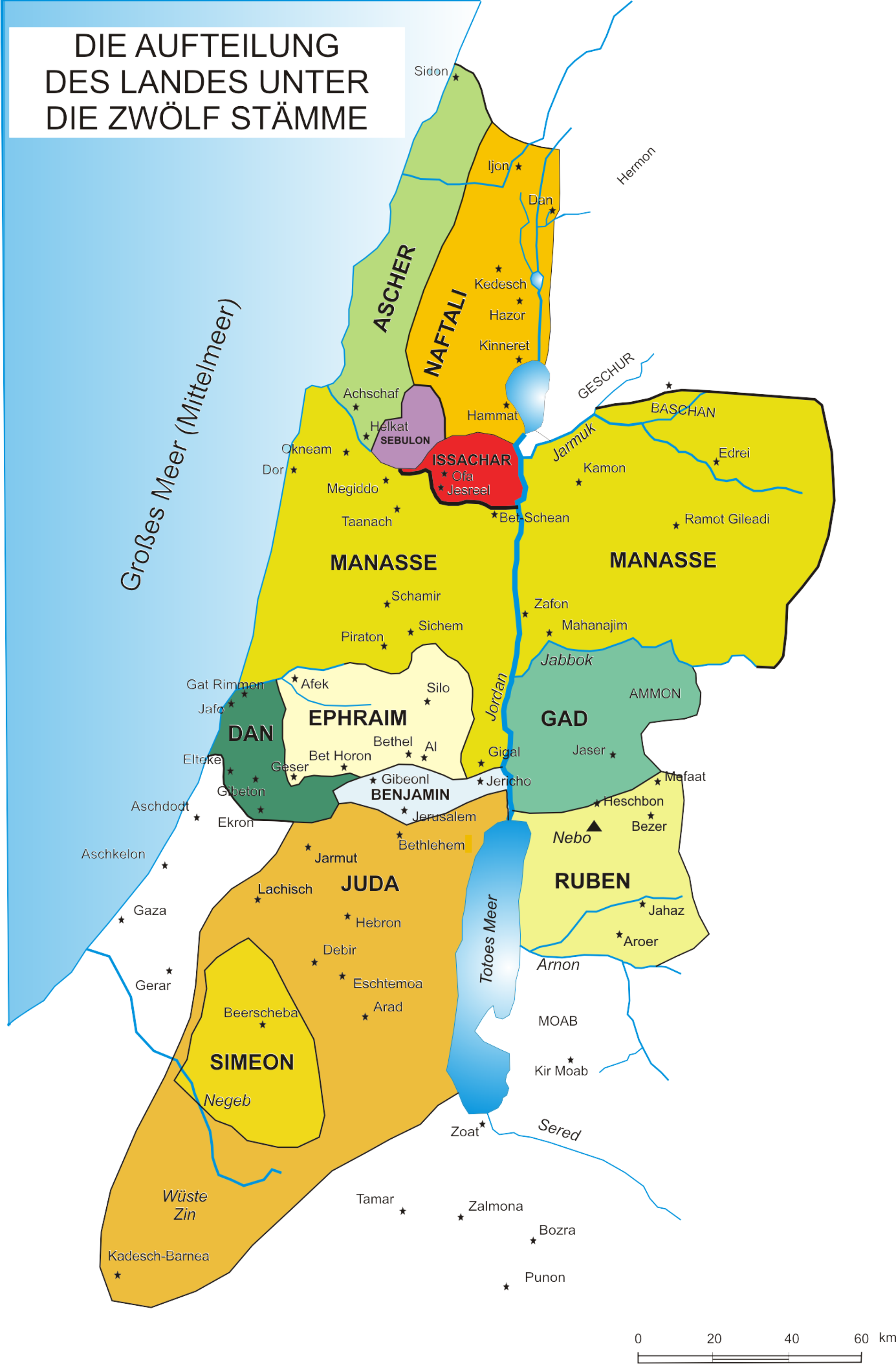
A honfoglalás után a 12 törzs területe

Mivel a papi szolgálatot ellátó Lévi törzse a kánaáni honfoglalás után nem részesült területben, de hogy a törzsi létszám továbbra is 12 maradjon, a léviták helyett Manassze és Efraim törzse emelkedhettek törzsi rangra.
A Manassze törzsi férfiak a honfoglalás előtt 52 700-an voltak. Ők és családjaik a Jordán folyó két partján kaptak birtokot. Nagy területet kaptak, de a honfoglaláskor sok kánaánita várost még nem tudtak bevenni, erre csak később került sor.
E törzsből származott a bírák közül Gedeon, aki megszabadította az izraelitákat a midiániták sanyargatásától.
Manassze területén feküdt Tirca (az ország kettészakadása után az Izraeli Királyság egyik székhelye), majd Szamária, a későbbi főváros is.
A babiloni fogság után sok Manassze törzsbeli család lakott Jeruzsálemben.